# Семантический сдвиг
Семантический сдвиг (смещение) — это изменение лексического значения слова. Изучением семантических сдвигов занимается этимология и семантика. Результаты семантического сдвига наблюдаются как различие значения одной и той же лексемы в разных исторических периодах развития языка (бор ‘хвойный лес’ — ‘лиственный лес’, камыш ‘камыш’ — ‘тростник’ — ‘рогоз’) или между языковыми подсистемами (например, диалектами, регистрами), но могут встречаться и в пределах одной языковой подсистемы (уборная ‘комната в театре, в которой актёры готовятся к выходу на сцену’ — ‘помещение для отправления естественных надобностей’).

## История исследований
Семантические сдвиги привлекали внимание учёных ещё в эпоху античности. Первые крупные исследования на эту тему были написаны К. Рейзигом, А. Дармстетером, М. Бреалем, Г. Паулем, Г. Штерном, Л. Блумфилдом, С. Ульманном. Исследования за пределами изучения отдельных слов были начаты Й. Триром (нем. Jost Trier), который полагал, что семантический сдвиг одного слова сказывается и на других словах этого семантического поля. Его методы были позже усовершенствованы Э. Кошериу. Недавние исследования проведены А. Бланком и П. Кохом.

## Типы
Типы семантических сдвигов по Андреасу Бланку:
- Метафоризация (приобретение словом метафорического значения): ветка ‘боковой побег растения, отделяющийся от ствола’ → ‘отдельная линия в системе железных дорог, отклоняющаяся в сторону от магистрали’, рукав ‘часть одежды, покрывающая руку’ → ‘боковое отделение русла реки’.[1]
- Метонимизация (приобретение словом метонимического значения; под метонимией понимается также и синекдоха): остановка ‘перерыв в движении’ → ‘место остановки транспорта’ (ждать на остановке), мрамор ‘материал’ → ‘изделия из этого материала’ (роденовский мрамор).[1]

- Сужение значения (переход от родового значения к видовому; иначе «обогащение значения», «семантическая специализация», «конкретизация значения», «уменьшение семантического объёма»): др.-рус. сосудъ ‘предмет, орудие, приспособление’ → совр. русск. сосуд ‘вместилище для жидких или сыпучих веществ’, художник ‘мастер, умелец (преимущественно в области пластических искусств и ремесел)’ → ‘живописец, рисовальщик’.[1]
- Расширение значения (переход от видового значения к родовому; иначе «обобщение», «обеднение значения», «генерализация значения», «увеличение семантического объёма»): палец ‘большой палец’ → ‘всякий палец’, товар ‘домашний скот’ → ‘скот как меновое имущество’ → ‘имущество, добро; любой меновой продукт’.[1]
- Перемещение (англ. cohyponymic transfer) — горизонтальный сдвиг смысла, например, в некоторых диалектах английского языка смешиваются слова mouse ‘мышь’ и rat ‘крыса’.[14]
- Антифразис.
- Энантиосемия (внутрисловная антонимия, совмещение в семантике слова противоположных значений): благой ‘хороший’ — диалектное ‘дурной’; одолжить ‘дать взаймы’ — ‘взять взаймы’.[1]
- Автоконверсия (англ. auto-converse) — лексическое выражение отношения между двумя противоположностями, например, в некоторых диалектах английского языка слово take ‘взять’ используется в качестве слова give ‘дать’.[14]
- Эллипсис (изменение, основанное на смежности, сопредельности слов[8][9]).
- Народная этимология (изменение, основанное на схожести слов[8][9]).

Блумфилд выделяет сужение, расширение значения, метафоризацию, метонимизацию, а также:
- гиперболизацию (приобретение словом гиперболического значения): англ. kill ‘мучить, изводить’ → ‘убивать, убить’;
- литоту (смягчение значения): англ. astound ‘громко стрелять’ → ‘поражать, изумлять’;
- ухудшение значения: англ. knave ‘мальчик’ → ‘слуга’ → ‘мошенник, негодяй’;
- улучшение значения: англ. knight ‘мальчик’ → ‘дворянин, аристократ’.

Ульманн различает причины семантических сдвигов и их следствия: метафора, метонимия, народная этимология и эллипсис — это, по его мнению, их причины, а сужение, расширение, улучшение и ухудшение значения — это их следствия.

## Причины
Ономасиология рассматривает как расширение, так и сокращение обозначений для понятий, недостатки архаизмов и преимущества их замен. Она изучает причины, связанные как с самим понятием, так и с лингвистической формой, а также языковые и внеязыковые факторы. Причины, вызывающие лексические изменения, могут быть сознательными или подсознательными, и обычно это результат сочетания нескольких факторов.
Бланк попытался составить полный список причин семантических сдвигов. Они могут быть суммированы как лингвистические, психологические, социокультурные и культурно-энциклопедические.
Этот список был пересмотрен и незначительно расширен Грцегой и Шёнером:

- Ономасиологическая нечеткость (т.е. затруднения в классификации референта или присвоении правильного слова референту, что приводит к смешению обозначений)
- Доминирование прототипа (т.е. нечеткое различие между обобщающим и подчиненным термином (гипонимом) из-за монополии прототипического члена категории в реальном мире)
- Социальные причины (т.е. контактная ситуация с эффектом «определения»)
- Институциональный и неинституциональный лингвистический прескриптивизм (то есть юридический и групповой лингвистический прескриптивизм, направленный на «определение»)
- Лесть
- Оскорбление
- Маскировка языка (т.е. «неправильные названия»)
- Табу (т.е. запретные понятия)
- Эстетико-формальные причины (т. е. избегание слов, фонетически сходных или

идентичных отрицательно ассоциированным словам)
- Коммуникативно-формальные причины (т.е. устранение двусмысленности форм в контексте,

ключевое слово: «омонимический конфликт и полисемический конфликт»)
- Игра слов/каламбур
- Чрезмерная длина слов
- Морфологическое непонимание (ключевое слово: «народная этимология», объяснение смысла изменениями внутри слова)
- Логико-формальные причины (ключевое слово: «лексическая регуляризация», создание объединения)
- Желание гибкости (создание чёткого и непрямого имени)
- Антропологическая значимость понятия (то есть антропологически обусловленная эмоциональность понятия, «естественная значимость»)
- культурно обусловленная значимость понятия («культурная важность»)
- изменения в референтах (т.е. изменения в мире)
- изменение мировоззрения (т.е. изменения в категоризации мира)
- престиж/мода (основанные на престиже другого языка или разнообразия, определённых образцов словообразования или семасиологических центров расширения)

Оригинальный текст (англ.)
- onomasiological fuzziness (i.e. difficulties in classifying the referent or attributing

the right word to the referent, thus mixing up designations)
- dominance of the prototype (i.e. fuzzy difference between superordinate und

subordinate term due to the monopoly of the prototypical member of a category in
the real world)
- social reasons (i.e. contact situation with “undemarcation” effects)
- institutional and non-institutional linguistic pre- and proscriptivism (i.e. legal and

peer-group linguistic pre- and proscriptivism, aiming at “demarcation”)
- flattery
- insult
- disguising language (i.e. “mis-nomers”)
- taboo (i.e. taboo concepts)
- aesthetic-formal reasons (i.e. avoidance of words that are phonetically similar or

identical to negatively associated words)
- communicative-formal reasons (i.e. abolition of the ambiguity of forms in context,

keyword: “homonymic conflict and polysemic conflict”)
- word play/punning
- excessive length of words
- morphological misinterpretation (keyword: “folk-etymology”, creation of

transparency by changes within a word)
- logical-formal reasons (keyword: “lexical regularization”, creation of consociation)
- desire for plasticity (creation of a salient motivation of a name)
- anthropological salience of a concept (i.e. anthropologically given emotionality of a

concept, “natural salience”)
- culture-induced salience of a concept (“cultural importance”)
- changes in the referents (i.e. changes in the world)
- world view change (i.e. changes in the categorization of the world)
- prestige/fashion (based on the prestige of another language or variety, of certain

word-formation patterns, or of certain semasiological centers of expansion)
Joachim Grzega, Marion Schöner. “English and General Historical Lexicology : Materials for Onomasiology Seminars.” (2007)
Например, желание гибкости приводит к появлению чётких, образных фраз, таких звукоподражательные слова (кукушка) и гиперболы (т. е. преувеличение слова англ. love по отношению к англ. like).
Доминирование прототипа можно заметить в примере с яблоком — типичным для Европы фруктом. Названия привезённых позднее фруктов и овощей были образованы от него, свидетельства чего можно найти в различных европейских языках: англ. pine-apple — ананас, нем. Apfelsine — апельсин, нидерл. aardappel — картофель.